# David Letterman
David Michael Letterman (sinh ngày 12 tháng 4 năm 1947) là diễn viên và người dẫn chương trình tuyền hình người Mỹ. Ông là người dẫn chương trình talkshow Late Show with David Letterman chiếu đều đặn trên kênh CBS. Trước đó, ông phụ trách chương trình Late Night with David Letterman từ năm 1982 trên kênh NBC. Năm 1996, Letterman được xếp hạng 45 trong danh sách "50 ngôi sao truyền hình vĩ đại nhất" của tờ TV Guide. Năm 2013, ông vượt qua người bạn thân Johnny Carson để trở thành người dẫn chương trình truyền hình lâu năm nhất với 31 năm trong nghề. Ngày 3 tháng 4 năm 2014, Letterman tuyên bố sẽ nghỉ hưu vào năm 2015 sau khi hợp đồng của ông đáo hạn vào tháng 8 năm 2015. CBS sau đó giới thiệu Stephen Colbert, diễn viên và người dẫn chương trình The Colbert Report từ năm 2005, sẽ thay thế ông.
Letterman cũng là một nhà sản xuất phim và truyền hình. Công ty Worldwide Pants của ông đầu tư cho chương trình của cá nhân ông, ngoài ra còn có thể kể tới The Late Late Show with Craig Ferguson. Worldwide Pants cũng sản xuất nhiều hài kịch, trong đó thành công nhất là Everybody Loves Raymond.